# Clément de Taffanel de La Jonquière
Pour les articles homonymes, voir Taffanel et Jonquière (homonymie).
Clément de Taffanel de La Jonquière, né le 13 septembre 1706 au château de Lasgraisses et mort le 12 mars 1795 à Toulon, est un officier de marine et aristocrate français.

## Biographie

### Origines et jeunesse
Clément de Taffanel de La Jonquière descend d'une famille de l'Albigeois et du haut-Languedoc (Graulhet, Mazamet) confirmée noble en 1749. Elle a fourni au royaume de France plusieurs officiers de marine.[réf. nécessaire]
Très impressionné dès son jeune âge par la carrière de son cousin Jacques-Pierre de Taffanel de La Jonquière (1685-1752), qui lui lèguera ses biens, il suit comme lui la carrière des armes et entre dans la Marine royale, après des études à l’école militaire de Sorèze.

### Carrière dans la Marine royale
En 1726, à l'âge de 20 ans, il fait campagne contre les pirates qui infestaient la mer des Antilles. En 1733, il était avec son oncle à bord du Rubis devant Québec. Il se distingue en 1740 dans l’expédition à Saint-Domingue, sous les ordres du marquis d’Antin.

#### Guerre de Succession d'Autriche
Il commande La Mégère en 1746, lors de l'expédition du duc d'Anville. Commandant la frégate L'Emeraude au combat naval du cap Finisterre le 14 mai 1747, il rallie la flotte française et reçoit la Croix de chevalier de Saint-Louis. En 1749, il commande La Diane.
En 1751 et 1755, il fait campagne sur la côte américaine pour aller défendre et ravitailler Louisbourg sur l'île Royale. Il est promu capitaine de vaisseau en 1755. En mai 1757, commandant Le Célèbre, vaisseau dans l’escadre Dubois de La Motte à destination de la Nouvelle-France, il embarque son jeune cousin Lapérouse alors âgé de 16 ans, pour sa première campagne en mer. Il sera le tuteur de Lapérouse pendant ses jeunes années, de même que de son autre cousin Armand de Saint-Félix pendant leurs premières années de gardes marines.
En 1761, il achète à l’évêque de Lavaur, le château de Guitalens.

#### Guerre d'indépendance des États-Unis
Il est promu chef d'escadre en 1771 au port de Rochefort, et participe à la guerre d'indépendance des États-Unis d'Amérique. Il reçoit une pension de 1 500 livres sur le budget de l'ordre royal et militaire de Saint-Louis, par brevet du 20 juin 1776. Nommé lieutenant général des armées navales en 1780.

### La Révolution, l'exil et la mort
Lors de la Révolution française, il s'exile en Espagne en 1792 où il est fait prisonnier, en compagnie de 19 autres émigrés, par une corvette française La Minerve au large de Barcelone en 1794. Ramené en France, il est interné à Toulon. C'est Napoléon Bonaparte qui l'en délivre mais qui ne peut l’empêcher de mourir d’épuisement pendant son évacuation, à l'âge de 88 ans.

## Mariage et descendance
Il épouse le 14 avril 1751 Catherine-Josépha de Thomas, une riche créole de Flic en Flac à l’Isle de France et qui viendra vivre au château de Lasgrasses et y décède en 1775. De cette union naissent quatre enfants :
- Clément-Joseph de Taffanel de La Jonquière, né à Lasgraisses le 20 février 1751, lieutenant de vaisseau en 1779, il participe à la guerre d'indépendance des États-Unis comme capitaine des canonniers de la marine, major des vaisseaux de la neuvième escadre en 1786, chevalier de Saint-Louis et admis dans l'ordre de Cincinnatus en 1786, il meurt le 16 mai 1824.
- Jean Pierre Claude Charles de Taffanel de La Jonquière, lieutenant de vaisseau en 1781, chevalier de Saint-Louis (1755-1803)
- Françoise de Taffanel de La Jonquière
- Renée Marguerite Sophie de Taffanel de La Jonquière, elle épouse un neveu du marquis de Montcalm tué au siège de Québec de 1759.

La Pérouse exercera à son tour la protection des deux fils de la Jonquière ayant choisi eux aussi la carrière de la Marine royale.

### Sources et bibliographie
- Michel Vergé-Franceschi, Les Officiers généraux de la Marine royale: 1715-1774, Librairie de l'Inde, 1990, p. 571
- Henry Manavit, « Les la Jonquière », Revue du Tarn, no 90,‎ 1978
- Raymond d'Azemar, Lapérouse et sa famille en Rouergue et en Albigeois : à Sauveterre et Villefranche-de-Rouergue, Rodez, Albi, Cordes, Réalmont, etc. : histoire, familles, généalogies, héraldique, Albi, Atelier graphique Saint-Jean, 1992, 510 p., p. 295-297